# Конотоп (Черниговская область)
Коното́п (укр. Конотоп, [kon̪oˈt̪ɔp], произношениео файле) — село, расположенное на территории Городнянского района Черниговской области (Украина) возле правого берега реки Снов. Расположено в 22 км на юг от райцентра Городни. Население — 568 чел. (на 2006 г.). Адрес совета: 15170, Черниговская обл., Городнянский р-он, село Конотоп, ул. Щорса,83 , тел. 3-76-25. Ближайшая ж/д станция — Камка (линия Гомель-Бахмач), 20 км. Основано в 1715 г.